# Philip Baumgarten
Philip Baumgarten (* 18. Januar 1986 in Berlin) ist ein deutscher ehemaliger Schauspieler und heutiger Theaterregisseur. Bekanntheit erlangte Baumgarten 1998 als Jungdarsteller in der 1. Staffel der Kinder- und Jugendserie Schloss Einstein.

## Leben
Philip Baumgarten wurde 1986 in Berlin geboren. Bereits im Alter von 10 Jahren spielte er Rollen im Theater und kurze Zeit später auch im Fernsehen. Nach der Schule studierte er Philosophie an der Freien Universität Berlin und Theaterregie an der HfS Ernst Busch.
Anschließend arbeitete er als Regieassistent am Theater Freiburg, wo er im März 2013 die Nashörner von Eugène Ionesco als Diplomarbeit inszenierte. Philip Baumgarten betreibt Bewegungs-, Sprach- und Erzählforschung. Er lebt heute als freier Regisseur und Autor in Berlin.
Als Regisseur und Autor leitet er immer wieder Jugendtheatergruppen des Offenen Kunstvereins Potsdam.

## Filmografie
- 1998–2000: Schloss Einstein – Folgen 1–76
- 2000: Achterbahn Folge 64 (Pferdestärken)